# DMSONE
A DMSONE, teljes nevén DMSONE Zártkörű részvénytársaság, korábban netTeam-DMSONE Zrt., egy szoftverfejlesztő és tanácsadó vállalat, mely elektronikus dokumentumkezelő rendszereket fejleszt és forgalmaz.

## Cégtörténet
- A DMSONE közel 10 éves múltra tekint vissza az elektronikus dokumentumkezelés terén. A vállalat 2002. február 18-án kezdte meg működését, akkor még NetTeam-Magyarország Kft. néven, és még abban az évben bemutatta az iratok és dokumentumok elektronikus kezelését támogató megoldását, a Kontroller programot.
- A DMSONE első sikereit az államigazgatási szektorban érte el, 2006. szeptember 29-én a Belügyminisztérium hivatalos közleményben jelentette be, hogy a vállalat iktató- és ügyiratkezelő rendszere elsőként felelt meg a Belügyminisztérium, az Informatikai és Hírközlési Minisztérium, valamint a Nemzeti Kulturális Örökség Minisztérium által rendeletben szabályozott követelményeknek. A vállalat szintén ebben az évben mutatta be megoldásának bővített funkciókkal ellátott változatát, a Kontroller 2-t.
- 2007-ben a DMSONE megjelentette az Ügyiratkezelői kézikönyvet, melyet a Kormányzati Iratkezelési Felügyelet lektorált, s melyet ma már az ügyviteli oktatásban is alkalmaznak. 2007 júliusában megváltozott a cégforma, kft.-ből zrt.-vé vált a társaság.
- 2009-ben a DMSONE indult a Központi Szolgáltatási Főigazgatóság (KSZF) által kiírt elektronikus dokumentumkezelésre vonatkozó beszállítói kiválasztáson. A KSZF döntőbizottsága a DMSONE megoldásait a legjobb műszaki pontozással vette fel a KSZF listájára.  2009 októberében a cég nevet váltott, netTeam-DMSONE Zrt. (röviden DMSONE) néven folytatta működését. 2009 egyben a termékpaletta megújulását is jelentette, ekkor mutatták be a Professional, illetve Ultimate termékeket, majd a BX-DMSONE-t, mely egy dokumentumtároló és -kezelő kiterjesztés az SAP Business One vállalatirányítási rendszerhez.
- 2010-ben a DMSONE megalapította romániai képviseletét. Szintén ebben az évben a DMSONE részt vett a Iratkezelési és Dokumentumkezelési Szakmai Szövetség létrehozásában, melynek főtitkára Puskás Zsolt, a DMSONE vezérigazgatója.
- 2011-ben az Informatikai, Távközlési és Elektronikai Vállalkozások Szövetsége keretein belül megalakult az Elektronikus Iratkezelés munkacsoport, melynek a DMSONE is tagja.  A vállalat 2011-re több mint 3 500 dokumentumkezelő rendszert vezetett be, melyeket a cég saját közlése alapján 50 ezer felhasználó alkalmaz a mindennapi munka során.
- 2012-ben a cég DMSONE Zrt.-re rövidítette nevét.

## Termékek és szolgáltatások
- DMSONE Professional: Kis- és közepes vállalkozások számára készült dokumentumkezelő szoftver.
- DMSONE Ultimate: Nagyvállalati igényeket kielégítő dokumentumkezelő rendszer.
- BX-DMSONE: Az SAP Business One-hoz kifejlesztett dokumentumtároló és -kezelő kiterjesztés, ún. add-in.

## Társadalmi szerepvállalás
A DMSONE tevékenységéből adódóan komoly figyelmet fordít környezete megóvására. A vállalat szelektíven gyűjti a hulladékot, kerékpárbarát munkahelyet alakított ki. Üzleti tevékenysége révén – az elektronikus dokumentumkezelés terjesztésével – aktívan járul hozzá a fák védelméhez. A vállalat rendszeres támogatója a Balatonon rendezett vitorlás versenyeknek, illetve 2009-ben szponzora volt a Pekingi Gyors- és Gépíró Versenyen induló magyar csapatnak.

## Tagságok
- Iratkezelési és Dokumentumkezelési Szakmai Szövetség (IDSzSz)
- Informatikai, Távközlési és Elektronikai Vállalkozások Szövetsége (IVSZ)